# Jens Giødesen
Jens Giødesen (født 1550, død 11. december 1626) var biskop i Aarhus Stift fra 1593 til 1626. 
Han stammede fra Ribe og var fem år rektor i Lemvig, men han må have haft indflydelsesrige velyndere, siden han fra denne beskedne stilling 1581 blev kaldet til København som hofprædikant hos Frederik 2. efter Anders Sørensen Vedel. 1591 blev han sognepræst ved Nicolai Kirke i København, og 1593 udnævntes han til biskop i Aarhus. I Aarhus Domkapitel holdt han i flere år teologiske forelæsninger, og han må have haft sans for litterære og historiske sysler, siden Claus Christoffersen Lyschander har søgt råd og oplysninger hos ham under udarbejdelsen af sin oversigt over danske forfattere. I 1581 havde han ægtet Magdalene Valentin (død 1630), datter af en slotsskriver i Wittenberg. 
Han prøvede omhyggelig dem, der indstillede sig til præste- og skoleembeder i stiftet, og indrettede en endnu bevaret protokol, hvori han indførte deres danske og latinske prøveskrifter. Under sin embedsvirksomhed måtte han tillige med landets øvrige bisper afgive en række erklæringer om spørgsmål, der var af stor betydning for danske kirkeforhold (eksorcismens afskaffelse, kirketugten, skoleforbedringen osv.), og i de såkaldte Resenske Stridigheder sad han som dommer over præsten Oluf Kock og over biskop Hans Knudsen Vejle. Han gjorde nærmest indtryk af at have været en praktisk bibelteolog af Niels Hemmingsens skole. Biskop Hans Poulsen Resen har dog ved forskellige lejligheder udtalt stor højagtelse for ham, skønt Giødesen ikke var ham nogen blid modstander.